# Topallı, Aksu
Topallı là một xã thuộc huyện Aksu, tỉnh Antalya, Thổ Nhĩ Kỳ. Dân số thời điểm năm 2011 là 1.6 người.